# Кецел
Кецел (мађ. Kecel) је град у Мађарској. Кецел је град у оквиру жупаније Бач-Кишкун.
Кецел је имао 8.844 становника према подацима из 2010. године.

## Географија
Град Кецел се налази у средишњем делу Мађарске. Од престонице Будимпеште град је удаљен око 140 km јужно. Град се налази у средишњем делу Панонске низије. Надморска висина града је око 100 m.